# HitRadio SKW
HitRadio SKW est une radio privée régionale de Brandebourg.

## Histoire
La radio apparaît le 1er septembre 2005 sous le nom de Sender KW, en utilisant les émetteurs de Königs Wusterhausen et des Rauensche Berge. Le 29 novembre 2011, la radio diffuse ses programmes par le truchement de l'émetteur de Lübben et prend le nom de HitRadio SKW.

## Programme
La radio s'adresse à un public âgé qui se voit proposer une forte proportion de musique en langue allemande. Les nouvelles qui tombent toutes les heures et les demi-heures sont des conseils pour des événements culturels et des résultats régionaux de sport.

### Source de la traduction
- (de) Cet article est partiellement ou en totalité issu de l’article de Wikipédia en allemand intitulé « HitRadio SKW » (voir la liste des auteurs).